# Orazio Tarditi
Orazio Tarditi, né en 1602 à Rome et mort le 18 janvier 1677 à Forlì, est un compositeur et organiste italien.

## Biographie
Orazio Tarditi est né en 1602 à Rome,. Dans la première partie de sa carrière, il était organiste à la cathédrale d'Arezzo du 23 décembre 1624 au 21 août 1628, à S Michele, Murano, près de Venise, en 1629 et à la cathédrale de Volterra en 1637. Il est mort le 18 janvier 1677 à Forlì.